# ابواسحاق سفاقسی
ابواسحاق، ابراهیم قَیسی سَفاقُسی با لقب برهان‌الدین (۱۲۹۸–۱۳۴۲م) (نسب: ابراهیم بن محمد بن ابراهیم) فقیه مالکی الجزایری در سدهٔ هشتم هجری بود. حج گزارد و از علمای مصر و شام فراگرفت. سال‌هایی به آموزش و افتا گذراند. المجید فی الإعراب القرآن المجید که اِعراب القرآن نامیده می‌شود و شرح ابن حاجب در اصول فقه، دو اثر برجستهٔ اوست.